# Vidouville
Vidouville település Franciaországban, Manche megyében. Lakosainak száma 139 fő (2018. január 1.). Vidouville Sallen, La Vacquerie, Biéville, Lamberville, Montrabot és Rouxeville községekkel határos.

## Népesség
A település népessége az elmúlt években az alábbi módon változott:
| Lakosok száma | 156  | 141  | 120  | 111  | 116  | 123  | 134  | 139  | 138  | 139  |
|               | 1962 | 1968 | 1982 | 1990 | 1999 | 2008 | 2011 | 2013 | 2017 | 2018 |